# Дева Саварни
Дева Саварни, или Рочья (Санскр. रौच्य) — является Ману тринадцатой, предпоследней манвантары согласно верованиям индуистов. Тринадцатая манвантара наступит в будущем, нынешняя манвантара - седьмая. В Матсья-пуране говорится, что Дева Саварни - девятый Ману, но никакой дополнительной информации о нём не приводится. В Маркандея-пуране говорится, что Рочья является тринадцатым Ману, что сопровождается мифологическим сюжетом, поэтому информация из Маркандея-пураны считается более авторитетной. Кроме того, в нескольких других пуранах Рочья также упоминается как тринадцатый Ману, и сопровождается списком мудрецов, именами богов и изменением Индры в этой манвантаре. Однако содержание одних пуран отличается от других, поэтому часто возникают несостыковки.

## История
Согласно Маркандея-пуране, Рочья был Ману, сыном мудреца по имени Ручи и Апсары по имени Малини. Говорят, что сначала у мудреца не было жены и детей. Ручи молился богам и своим предкам, надеясь получить руководство, и они были довольны его поклонением. Они были довольны, что у Ручи будут жена и сын, который станет Ману. Затем Ручи встретил апсару Малини, сестру апсары Прамлоки. Они поженились, и у них родился сын по имени Рочья. Рочье суждено было стать Ману и править миром в грядущей тринадцатой манвантаре. У него будет несколько сыновей, старшего назовут Читрасена.
В тринадцатой манвантаре богами будут Сутрамы, а имя Индры - Деваспати. Семь великих мудрецов (саптариши) в этой манвантаре - Дретимана, Абьяя, Татвадаса, Нируцука, Нирмоха, Сутапа и Ниспракампа .